# Kim Hye-kyong
Kim Hye-kyong (* 30. Januar 1985) ist eine ehemalige südkoreanische Marathonläuferin.
2006 siegte sie beim JoongAng Seoul Marathon mit ihrer persönlichen Bestzeit von 2:40:36 h.